# Juozaitis
Juozaitis ist ein litauischer männlicher Familienname, abgeleitet vom Vornamen Juozas. 

## Formen
Die weiblichen Formen sind Juozaitienė (geheiratet) und Juozaitytė (ledig).

## Personen
- Arvydas Juozaitis (* 1956),  Philosoph, Journalist, olympischer Schwimmer und Politiker
- Rymantas Juozaitis (* 1953),  Manager der Energiewirtschaft